# Dusona seamansi
Dusona seamansi är en stekelart som först beskrevs av Henry Lorenz Viereck 1925.  Dusona seamansi ingår i släktet Dusona och familjen brokparasitsteklar. Inga underarter finns listade i Catalogue of Life.